# Kärkölä
Kärkölä är en kommun i landskapet Päijänne-Tavastland i Finland. Kärkölä har 4 245 invånare och har en yta på 259,3 km².
Kärkölä är en enspråkigt finsk kommun. Centralorten heter Järvelä.

## Historia
I början av 1400-talet avskildes Tennilä kapell från Hollola. Det nämns första gången 1470 men kan antas härstamma från tiden då förvaltningssocknen tillkom i slutet av 1300-talet. Kapellkyrkan stod i Tennilä by men flyttades under nya tiden till Kärkölä by vilket gav kapellet dess nya namn.

## Tätorter
Vid tätortsavgränsningen den 31 december 2021 fanns två tätorter inom Kärkölä kommuns område:
| Nr | Tätort  | Folkmängd |
| -- | ------- | --------- |
| 1  | Järvelä | 2 569     |
| 2  | Lappila | 266       |

## Politik

### Mandatfördelning i Kärkölä kommun, valen 1976–2021
| 3 | 7 | 6 | 11 |

| 3 | 8 | 5 | 11 |

| 2 | 8 |  | 6 | 10 |

| 2 | 8 |  | 6 | 10 |

|  | 9 |  | 7 | 9 |

|  | 9 |  | 8 | 8 |

|  | 8 |  | 9 | 8 |

|  | 8 |  | 9 | 8 |

| 18 | 9 |

|  | 8 |  | 8 | 9 |

| 20 | 7 |

|  | 7 | 3 | 9 | 7 |

| 18 | 9 |

|  | 4 | 15 |  | 3 | 3 |

| 18 | 9 |

| 1 | 3 | 10 | 2 | 2 | 5 |

| 15 | 8 |

## Demografi

### Befolkningsutveckling
| Befolkningsutvecklingen i Kärkölä kommun 1975–2020                                                           | Befolkningsutvecklingen i Kärkölä kommun 1975–2020 | Befolkningsutvecklingen i Kärkölä kommun 1975–2020 | Befolkningsutvecklingen i Kärkölä kommun 1975–2020 | Befolkningsutvecklingen i Kärkölä kommun 1975–2020 |
| --- | -------------------------------------------------- | -------------------------------------------------- | -------------------------------------------------- | -------------------------------------------------- |
| |                                                    |                                                    |                                                    |                                                    |
| År |                                                    |                                                    | Folkmängd                                          |                                                    |
| 1975 | 1975                                               |                                                    | 4 934                                              |                                                    |
| 1980 | 1980                                               |                                                    | 5 051                                              |                                                    |
| 1985 | 1985                                               |                                                    | 5 164                                              |                                                    |
| 1990 | 1990                                               |                                                    | 5 343                                              |                                                    |
| 1995 | 1995                                               |                                                    | 5 279                                              |                                                    |
| 2000 | 2000                                               |                                                    | 5 048                                              |                                                    |
| 2005 | 2005                                               |                                                    | 4 974                                              |                                                    |
| 2010 | 2010                                               |                                                    | 4 882                                              |                                                    |
| 2015 | 2015                                               |                                                    | 4 604                                              |                                                    |
| 2020 | 2020                                               |                                                    | 4 326                                              |                                                    |
| Anm: Uppgifterna avser förhållandena den 31 december nämnda år enligt områdesindelningen den 1 januari 2022. |                                                    |                                                    |                                                    |                                                    |

### Språk
Befolkningen efter språk (modersmål) den 31 december 2022. Finska, svenska och samiska räknas som inhemska språk då de har officiell status i landet. Resten av språken räknas som främmande. För språk med färre än 10 talare är siffran dold av Statistikcentralen på grund av sekretesskäl.
| Språk                        | Talare 2022-12-31 | Talare 2022-12-31 |
| Språk                        | Antal             | Andel (%)         |
| ---------------------------- | ----------------- | ----------------- |
| Hela befolkningen            | 4 198             | 100,0             |
| Inhemska språk totalt        | 4 037             | 96,2              |
| Finska                       | 4 018             | 95,7              |
| Svenska                      | 19                | 0,5               |
| Främmande språk totalt       | 161               | 3,8               |
| Estniska                     | 75                | 1,8               |
| Ryska                        | 39                | 0,9               |
| Thailändska                  | 10                | 0,2               |
| Språk med färre än 10 talare | 37                | 0,9               |

|  | Finska (95,7 %) |

|  | Svenska (0,5 %) |

|  | Främmande språk (3,8 %) |

|  | Finska (95,7 %) |

|  | Svenska (0,5 %) |

|  | Främmande språk (3,8 %) |